# Gian Giacomo Fissore
Gian Giacomo Fissore (Carmagnola, 25 febbraio 1940 – Carmagnola, 22 giugno 2019) è stato un diplomatista, storico e paleografo italiano, professore ordinario del corso di laurea per i Beni culturali archivistici e librari, storia e paleografia latina, presso la Facoltà di Lettere e Filosofia dell'Università di Torino.

## Biografia
Laureato in Lettere presso l'Università di Torino nel 1965, ricoprì  la carica di assistente volontario di Storia medievale nella stessa facoltà tra il 1965 e il 1971.
Tra il 1971 e il 1981, insegnò Paleografia e Diplomatica, diventandone titolare della cattedra presso la predetta facoltà nel 1981, dopo una carriera negli archivi (è stato direttore dell'Archivio di stato di Asti).
Fissore fu anche deputato della Deputazione Subalpina di Storia Patria e socio corrispondente dell'Accademia delle Scienze di Torino.
Le sue ricerche sono state principalmente orientate verso i rapporti fra notariato e burocrazie cittadine, il rapporto scrittura-cultura nel Medioevo e le carte amministrative  nelle antiche società protourbane del vicino Oriente.
Questa ultima ricerca era condotta in collaborazione con un gruppo archeologico i cui membri provengono dall'Università del Texas, l'Università di Yale, l'Università della California, il Dipartimento delle Antichità Orientali del Metropolitan Museum a New York, la II università di Clermont-Ferrand, l'Università di Istanbul, l'Università di Berlino.

## Incarichi
- Deputato nazionale della Deputazione Subalpina di Storia Patria;
- Socio corrispondente dell'Accademia delle Scienze di Torino;
- Membro della Redazione del Bollettino storico-bibliografico subalpino;
- Membro del Comitato scientifico del «Centro Studi Internazionali Renato Bordone sui Lombardi e sul credito nel Medioevo» di Asti.

## Scritti e pubblicazioni
- Antiche falsificazioni del capitolo cattedrale di Asti, in Bollettino Storico-Bibliografico Subalpino, 69 (1971), pp. 5–85.
- Il manoscritto Ambrosiano C 243 inf.: un'enciclopedia bobbiese del secolo IX, in Studi Medievali, III s., 12 (1971), pp. 383–402.
- Noterelle su un'epigrafe bobbiese del secolo VIII, in Bollettino Storico-Bibliografico Subalpino, 69 (1971), pp. 540–543.
- I conti della Contea di Asti: una proposta e un'occasione per la storiografia astigiana, in Archivi e cultura in Asti, a cura di G.G. Fissore, Asti 1971, pp. 9–115.
- Contributi alla cronologia di Secondino Ventura e Antonio Astesano, in Bollettino Storico-Bibliografico Subalpino, 70 (1972), pp. 589–594.
- Problemi della documentazione vescovile astigiana per i secoli X-XII, ibidem, 71 (1973), pp. 416–510.
- Cultura grafica e scuola in Asti nei secoli IX e X, in Bollettino dell'Istituto Storico Italiano per il Medioevo, 85 (1974-1975), pp. 17–51.
- Sui primi consoli d'Asti: considerazioni in margine all'edizione critica di alcuni diplomi di vescovi astesi, in Rivista di storia, arte e archeologia per le province di Alessandria e Asti, 83-84 (1974-1975), pp. 5–13.
- Autonomia notarile e organizzazione cancelleresca nel Comune di Asti. I modi e le forme dell'intervento notarile nella costruzione del documento comunale, Spoleto 1977 (Biblioteca degli Studi medievali, IX). ISBN 88-7988-158-2
- Asti comunale, in Arte e cultura ad Asti attraverso i secoli, Milano 1976, pp. 227–235.
- La diplomatica del documento comunale fra notariato e cancelleria. Gli atti del comune di Asti e la loro collocazione nel quadro dei rapporti fra notai e potere, in Studi Medievali, III s., 19 (1978), pp. 211–244.
- A proposito della lapide di Bruningo vescovo d'Asti. Note paleografiche sull'uso delle scritture d'apparato nel secolo X, in Bollettino Storico-Bibliografico Subalpino, 77 (1979), pp. 5–32.
- Stilizzazioni grafiche e modelli culturali del notariato nei secoli IX e X: l'esempio dei notai astigiani, ibidem, pp. 261–276.
- La "Strada di Francia": tre interventi e una risposta, in Quaderni Storici, 53 (1983), pp. 695–702.
- Procedure di autenticazione del secolo XIII in area comunale ad Asti: verso un'organizzazione burocratica della documentazione, in Bollettino Storico-Bibliografico Subalpino, 81 (1983), pp. 763–784.
- Pluralità di forme e unità autenticatoria nelle cancellerie del Medioevo subalpino (secoli X-XIII), in Piemonte medievale. Forme del potere e della società. Studi per Giovanni Tabacco, Torino 1985, pp. 145–167.
- I granai della storia: archivi, istituzioni, ricerca, in Piccola storia/grande storia (Atti del Convegno di studi storici e archivistici di Alessandria), Alessandria 1985, pp. 219–228.
- Quintino Sella e il "Codex Astensis", in Quintino Sella tra politica e cultura, 1827-1884 (Atti del Convegno Nazionale di Studi, Torino 1984), Torino 1986, pp. 229–243.
- Le carte dell'archivio capitolare di Asti (secc. XII-XIII) , Torino 1986 (Biblioteca Storica Subalpina, CLXXXX) (in collaborazione).
- L'uso delle scritture d'apparato nel "rotolo funerario" di Bosone. Problemi tecnici e condizionamenti culturali, in Il rotolo funerario di Bosone abate di San Giusto di Susa, Atti del Convegno-dibattito (Abbazia della Novalesa, XV centenario della nascita di san Benedetto,10-12 luglio 1981), a cura dell'Archivio di Stato di Torino, II, Susa 1988, pp. 51–62.
- Il notariato urbano tra funzionariato e professionismo nell'area subalpina, in L'evoluzione delle città italiane nell'XI secolo, a cura di R. Bordone e J. Jarnut, Bologna 1988 (Annali dell'Istituto storico italo-germanico, quaderno 23), pp. 137–150.
- I monasteri subalpini e la strategia del documento scritto, in Dal Piemonte all'Europa: esperienze monastiche nella società medievale (Relazioni e comunicazioni presentate al XXXIV Congresso storico subalpino, Torino 1985), Torino 1988, pp. 87–105.
- Alle origini del documento comunale: i rapporti fra notai e l'istituzione, in Civiltà comunale: libro, scrittura, documento, Atti del Convegno dell'Associazione Italiana dei Paleografi e Diplomatisti (Genova, 8-11 novembre 1988), Genova, Società Ligure di Storia Patria, 1989 (Atti della Società Ligure di Storia Patria, n.s., XXIX/2), pp. 99–128;
- Origini e formazione del documento comunale a Milano, in Atti dell'11º Congresso Internazionale del Centro italiano di studi sull'alto medioevo (Milano 1987), II, Spoleto 1989, pp. 551–588.
- Dall'oggetto come documento al documento come concetto: la diplomatica e l'archeologia dei sistemi amministrativi, in Seminari dell'Istituto per gli studi micenei ed egeo-anatolici, Roma 1990, pp. 75–81.
- L'edizione critica delle fonti storiche: fra erudizione e storia, per una prospettiva attuale, in «Bulletin de la Société Académique Saint-Anselme», n.s., 3 (1991), pp. 58–69.
- Mobilità e spazio nell'esercizio della professione notarile: l'esempio dei notai torinesi, in Bollettino Storico-Bibliografico Subalpino, 90 (1992), pp. 81–109 (in collaborazione con P. Cancian).
- L'edizione dei "libri iurium" genovesi: una riflessione, in Nuova Rivista Storica, 77 (1993), pp. 437–444.
- Conceptual Development and Organizational Techniques in the Documents and Archives of the Earliest Near Eastern Civilizations, in Archives before Writing, Proceedings of the International Colloquium, Oriolo Romano, October 23-25, 1991, P. Ferioli, E. Fiandra, G.G. Fissore, M. Frangipane editors, Torino 1994, pp. 339–354.
- I documenti cancellereschi degli episcopati subalpini: un'area di autonomia culturale fra la tradizione delle grandi cancellerie e la prassi notarile, in Die Diplomatik der Bischofsurkunde vor 1250, Referate zum VIII. Internationalen Kongreß für Diplomatik, Innsbruck, 27 settembre-3 ottobre 1993, Innsbruck 1995, pp. 281–304.
- Le forme extranotarili di autenticazione:considerazioni su radici e modelli di un'area periferica della documentazione dell'Italia settentrionale, in Libri e documenti d'Italia: dai Longobardi alla rinascita delle città, Atti del Convegno dell'Associazione Italiana dei Paleografi e Diplomatisti (Cividale del Friuli, 5-7 ottobre 1994), a cura di C. Scalon, Udine 1996, pp. 199–230.
- Introduction. An Observation and some Perspectives regarding Research on Ancient Administrative Systems, in Administration in Ancient Societies, Proceedings of Session 218 of the 13th International Congress of Anthropological and Ethnological Sciences, Mexico City, July 29-August 5, 1993, P. Ferioli, E. Fiandra, G.G. Fissore editors, Torino 1996, pp. 9–14.
- L'usage des sceaux dans l'administration des sociétés anciennes, in "Janus. Revue archivistique du Conseil International des Archives", 1996/2, pp. 37–41.
- Nota di diplomatica. Un "liber iurium" ecclesiastico del tutto particolare, in Il "Liber" di S. Agata di Padova (1304), a cura di G. Carraro, Padova 1997, pp. V-XXVIII.
- Le carte dell'abbazia di S. Bartolomeo di Azzano (952, 1151-1335), a cura di A.M. Cotto, G.G. Fissore, S. Nebbia, Torino 1997 (Biblioteca Storica Subalpina CCXIV, 1-2).
- I nuovi luoghi dello scrivere: lo "scriptorium" vescovile e quello monastico, in Storia di Torino, I: Dalla preistoria al comune medievale, a cura di G. Sergi, Torino 1997, pp. 498–502.
- La cultura grafica del clero torinese e il funzionamento dell'organizzazione scolastica, ibidem, pp. 835–844.
- Scuola capitolare e presenze notarili, ibidem, pp. 845–852.
- L'innovazione grafica nella transizione alla multiforme unità della scrittura gotica, ibidem, pp. 852–860.
- Le scritte epigrafiche del pontile, in Santa Maria di Vezzolano. Il pontile. Ricerche e restauri, a cura di P. Salerno, Torino 1998, pp. 47–52.
- Vescovi e notai: forme documentarie e rappresentazione del potere, in Storia della Chiesa di Ivrea dalle origini al XV secolo, a cura di G. Cracco, Roma 1998, pp. 867–923. ISBN 88-85669-84-0
- Un caso di controversa gestione delle imbreviature: notai, vescovi e comune ad Ivrea nel secolo XIII, in «Bollettino Storico-Bibliografico Subalpino», 97 (1999), pp. 67–88.
- Il notaio ufficiale pubblico dei comuni italiani, in Il Notariato italiano del periodo comunale, a cura di P. Racine, Piacenza 1999, pp. 47–56;
- Research into the Use of cretulae in Ancient Administrative Systems: Problems regarding Orientation and Methods, in Administrative documents in the Aegean and their near Eastern Counterparts, Proceedings of the International Colloquium, Naples, February 29-March 2, 1996, M. Perna editor, Roma-Torino 2000, pp. 353–364 (in collaborazione).
- La pergamena del secolo X-XI rinvenuta nel reliquiario: un omaggio dello "scriptorium" di Novalesa a sant'Eldrado?, in Novalesa. Una storia fra fede e arte, Atti del Convegno, Sant'Ambrogio di Torino 2000, pp. 111–121.
- Chartae Latinae Antiquiores. Facsimile-Edition of the Latin Charters, 2nd series, Ninth Century, ed. by Guglielmo Cavallo and G. Nicolaj, Part LVI (Italy XXVIII), Piemonte I, Dietikon-Zürich 2000.
- Lapide commemorativa del priore Oddone di Canelli (1280) , in L'antico San Pietro in Asti, a cura di R. Bordone, A. Crosetto, C. Tosco, Torino 2000, pp. 115–116.
- Chartae Latinae Antiquiores. Facsimile-Edition of the Latin Charters, 2nd series, Ninth Century, ed. by G. Cavallo and G. Nicolaj, Part LVII (Italy XXIX), Piemonte II, Dietikon-Zürich 2001 (in collaborazione con A. Olivieri).
- I libri iurium della Repubblica di Genova: considerazioni di un diplomatista, in Comuni e memoria storica. Alle origini del comune di Genova, Atti del Convegno di studi (Genova, 24-26 settembre 2001), Genova 2002 (= «Atti della Società Ligure di Storia Patria», n.s., XLII/1), pp. 69–87.
- La costruzione del Codex Astensis: una travagliata impresa, in Le miniature del Codex Astensis. Immagini del dominio per Asti medievale, a cura di G.G. Fissore, Asti 2002.
- Cartulari notarili dell'Archivio Capitolare di Asti. I registri di Iacobus Sarrachus, notaio del vicario vescovile (1309-1316), a cura di A.M. Cotto, G.G. Fissore, L. Franco, Torino 2002 (Biblioteca Storica Subalpina, CCXIX).
- "Iacobus Sarrachus notarius et scopolanus Astensis ecclesie": i chierici notai nella documentazione nella Chiesa d'Asti fra XIII e XIV secolo, in Studi in memoria di Giorgio Costamagna (1916-2000), a cura di D. Puncuh, Genova 2003 (= «Atti della Società Ligure di Storia Patria», n.s., XLIII/1), pp. 365–414;
- Notariato alpino. Un'introduzione alla discussione, in Le alpi medievali nello sviluppo delle regioni contermini, a cura di G.M. Varanini, Napoli 2004 (Europa mediterranea, Quaderni GISEM, 17), pp. 239–247.
- La cretula come documento non scritto, in All'origine dell'amministrazione e della burocrazia, Tavola rettangolare n. 1, a cura di R. Laurito e A. Mezzasalma, Roma-Bagnasco di Montafia 2004, pp. 9–15.
- Segni di identità e forme di autenticazione nelle carte notarili altomedievali, fra interpretazione del ruolo e rappresentazione della funzione documentaria, in Comunicare e significare nell'alto Medioevo (Spoleto 15-20 aprile 2005), Spoleto 2005 (Settimane di studio della fondazione Centro italiano di studi sull'alto medioevo, LII), I, pp. 285–333.
- Autonomia notarile e organizzazione cancelleresca nel Comune di Asti. I modi e le forme dell'intervento notarile nella costruzione del documento comunale, Spoleto 1977 (Biblioteca di “Studi medievali”, 9), pp. 228.
- Le carte dell'archivio capitolare di Asti (secc. XII-XIII) , Torino 1986 (Biblioteca Storica Subalpina, CLXXXX) (in collaborazione), pp. 646.
- Archives before Writing, Proceedings of the International Colloquium, Oriolo Romano, October 23-25,1991, P.Ferioli, E. Fiandra, G.G.Fissore, M. Frangipane editors, Roma Torino 1994, pp
- Administration in Ancient Societies, Proceedings of Session 218 of the 13th International Congress of Anthropological and Ethnological Sciences, Mexico City, July 29-August 5, 1993, P. Ferioli, E. Fiandra, G.G. Fissore editors, Torino 1996
- Chartae Latinae Antiquiores, LVI, Italy XXVIII, Piemonte 1, a cura di G.G. Fissore, Dietikon Zürich 2000.
- Chartae Latinae Antiquiores, LVII, Italy XXIX, Piemonte 2, a cura di G.G. Fissore,  A. Olivieri, Dietikon Zürich 2001.
- Le miniature del Codex Astensis . Immagini del dominio per Asti medievale, a cura di G.G. Fissore, 2002.
- Cartulari notarili dell'Archivio Capitolare di Asti. I registri di Iacobus Sarrachus, notaio del vicario vescovile (1309-1316), in collaborazione, Torino 2002 (Biblioteca Storica Subalpina, CCXIX).